# Лозуватка (притока Сугоклії Каменуватої)
Лозуватка, Лозоватка — річка в Кропивницькому районі Кіровоградської області, права притока Сугоклії Каменуватої (басейн Південного Бугу).

## Опис
Довжина річки 15 км, похил річки — 3,7 м/км. Формується з декількох безіменних струмків та багатьох водойм. Площа басейну 81,8 км2.

## Розташування
Лозуватка бере початок на південному сході від села Федорівки. Тече переважно на північний схід через села Миколаївські Сади та Липове. У селі Новопетрівка впадає у річку Сугоклію Каменувату, праву притоку Інгулу.